# Kanton Saint-Amand-les-Eaux-Rive droite
Der Kanton Saint-Amand-les-Eaux-Rive droite war bis 2015 ein französischer Kanton im Arrondissement Valenciennes, im Département Nord und in der Region Nord-Pas-de-Calais. Sein Hauptort war Saint-Amand-les-Eaux. Vertreter im Generalrat des Departements war zuletzt von 2011 bis 2015 Aymeric Robin.

## Gemeinden
Der Kanton bestand aus einem Teil der Stadt Saint-Amand-les-Eaux (angegeben ist hier die Gesamteinwohnerzahl, im Kanton lebten etwa 9.100 Einwohner) und weiteren sechs Gemeinden:
| Gemeinde             | Einwohner Jahr | Fläche km² | Bevölkerungsdichte | Code INSEE | Postleitzahl |
| -------------------- | -------------- | ---------- | ------------------ | ---------- | ------------ |
| Bruille-Saint-Amand  | 1.636 (2013)   | –          | – Einw./km²        | 59114      | 59199        |
| Château-l’Abbaye     | 883 (2013)     | –          | – Einw./km²        | 59144      | 59230        |
| Flines-lès-Mortagne  | 1.665 (2013)   | –          | – Einw./km²        | 59238      | 59158        |
| Hasnon               | 3.832 (2013)   | –          | – Einw./km²        | 59284      | 59178        |
| Mortagne-du-Nord     | 1.630 (2013)   | –          | – Einw./km²        | 59418      | 59158        |
| Raismes              | 12.682 (2013)  | –          | – Einw./km²        | 59491      | 59590        |
| Saint-Amand-les-Eaux | 16.653 (2013)  | –          | – Einw./km²        | 59526      | 59230        |